# Granges-Paccot
Pour les articles homonymes, voir Granges.
Granges-Paccot (Grandzè Pako  en patois fribourgeois) est une localité et une commune suisse du canton de Fribourg, située dans le district de la Sarine.

## Géographie
Granges-Paccot mesure 400 ha. 31,2 % de cette superficie correspond à des surfaces d'habitat ou d'infrastructure, 45,7 % à des surfaces agricoles, 15,3 % à des surfaces boisées et 7,8 % à des surfaces improductives.
Granges-Paccot fait partie du périmètre de l'Agglo Fribourg. Elle est limitrophe de Fribourg, Givisiez, La Sonnaz et Guin.

## Démographie
Granges-Paccot compte 3 853 habitants en 2022. Sa densité de population atteint 963 hab./km2.
Le graphique suivant résume l'évolution de la population de Granges-Paccot entre 1850 et 2016 :